# Rafael Baronesi
Rafael Baronesi (nacido en Río de Janeiro, el 19 de febrero de 1981) es un actor, cantante y presentador de televisión de Brasil. Tuvo el Zapping Zone, un programa de Disney Channel, pero lo dejó el 25 de septiembre de 2009.
Rafael empezó a estudiar teatro con 14 años. Actuaba como aficionado desde los 4 años y a los 17 años hizo su debut profesional. Se hiz famoso cuando entró en el programa Zapping Zone con Fabiola Ribeiro en 2004. En el programa, aparte de ser él mismo, "Rafa", como es conocido, interpreta el personaje crítico del juego de ZZ. Presentaba el programa con Thays Gorga, Daniel Bianchin y Yasmim Manaia.

## Trabajos
Programas y series
- Disney Channel Games, Equipo rojo - Disney (2008)

Series
- Family Ties - Figurante Globo (2001)
- Kubanacan - Globo (2003)
- Malhação - Globo
- Cama de Gato - Invitado de un programa de entrevistas - Globo
- Vale Tudo - Rodolfo - Globo (2025)

Miniseries
- Only One Heart - Globo (2004)

Teatro
- Anniversary Party
- The Athenaeum
- Youth Conturbada
- Nerium Park[2]

Programas de televisión
- Zapping Zone - Disney Channel (2004–2009)

Especiales en Disney Channel
- Las crónicas de Narnia
- Ratatouille
- Cars
- Pirates of the Caribbean
- The Witch Mountain

Clip
- Flirting with me (Raddi Paparazzi - Rafael Baroness)

Música
- I'm (Disney Channel Games)